# Anna Jedynak
Anna Dorota Jedynak (ur. 25 lipca 1956 w Warszawie) – polska filozofka, zajmująca się filozofią języka, logiką oraz rolą poznawczą języka, profesor nauk humanistycznych.

## Życiorys
Jest absolwentką Uniwersytetu Warszawskiego (1978). Doktoryzowała się w 1983 na podstawie rozprawy zatytułowanej Konwencjonalizm Ajdukiewicza, Poincarégo i Le Roy, której promotorem była profesor Halina (Dębek) Mortimer. Habilitację uzyskała w 1998 na podstawie oceny dorobku naukowego oraz pracy pt. Empiryzm i znaczenie, której recenzentami byli Jacek Jadacki, Adam Nowaczyk i Michał Tempczyk. Tytuł naukowy profesora nauk humanistycznych został jej nadany na mocy postanowienia prezydenta RP z 12 stycznia 2012.
Wykłada w Zakładzie Logiki Filozoficznej na Wydziale Filozofii Uniwersytetu Warszawskiego na stanowisku profesora. Pracowała również w Szkole Wyższej Psychologii Społecznej w Warszawie.
Jest sekretarzem Rady Naukowej Collegium Invisibile.

## Wybrane publikacje
- Empiryzm i znaczenie, Wydział Filozofii i Socjologii UW, Warszawa 1998;
- Ajdukiewicz, Wiedza Powszechna, seria Myśli i Ludzie, Warszawa 2003, ISBN 83-214-1293-9.
- Doświadczenie i język, Wyd. Naukowe Semper, Warszawa 2007;
- Odpowiedzialność w globalnej wiosce, Wyd. Naukowe Semper, Warszawa 2008.